# تیم ملی بسکتبال زنان مولداوی
تیم ملی بسکتبال زنان مولداوی، نماینده مولداوی در مسابقات بین‌المللی بسکتبال زنان است که توسط فدراسیون بسکتبال مولداوی اداره می‌شود.